# Australian Made
Australian Made e Australian Grown o Product of Australia sono marchi Collective trade marks che identificano prodotti creati in Australia. La definizione venne creata nel 1986 con un marchio creato da Ken Cato e in uso da Australian Made Campaign Limited, della Australian Chamber of Commerce and Industry e altre camere di commercio.

## Storia
Negli anni '30 un gruppo di società creò una campagna mediatica per promuovere i prodotti 'Australian made'.
Nel 1961 venne lanciata una campagna nazionale da varie camere di commercio, la Operation Boomerang, con un boomerang rosso in un cerchio blu.
Dal 1º luglio 2016, il Governo australiano ha cambiato l'etichetta per il cibo con l'indicazione della percentuale di ingredienti made in Australia. Obbligo di legge da mettere in atto entro giugno 2018.

### Concetto
Altra organizzazione no-profit è Ausbuy. 'Australian Made' rappresenta l'etichettatura del paese di origine.
Nel 2009 viene lanciato il BuyAustralianMade, Australian grown produce e Australian delivered services. BuyAustralianMade promuove la conoscenza di dove acquistare i prodotti 'made in Australia'.

### Variazioni
Il logo ha differenti varianti per il testo 'Australian made', qui alcuni esempi:
- Australian Made vuol dire che il prodotto è sostanzialmente trasformato in Australia.
- Product of Australia vuol dire che il prodotto è tutto o quasi tutto creato in Australia con ingredienti australiani.
- Australian Grown vuol dire che gli ingredienti più significativi sono australiani e tutto o quasi tutto il processo produttivo è in Australia.

## Economia dell'Australia

### Moda

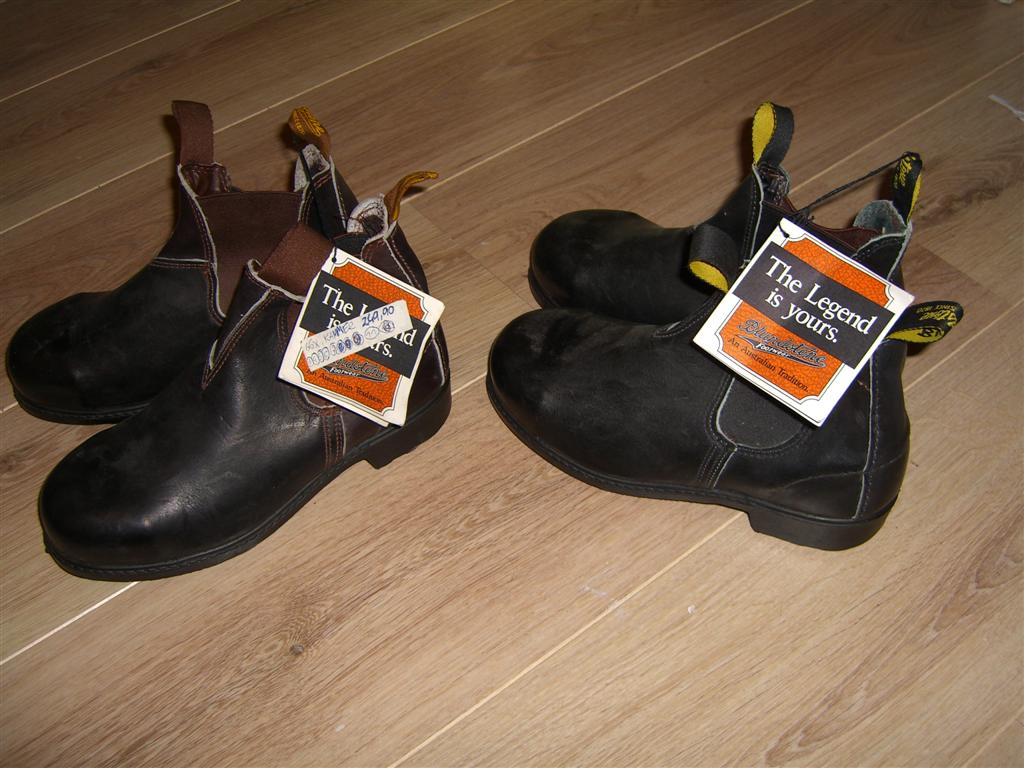
Due paia di Blundstone Footwear

Un esempio di prodotto australiano noto in tutto il mondo sono le calzature Blundstone, prodotte in Australia dal 1870.